# Étienne Duvieusart
Étienne Duvieusart (9 augustus 1935) is een Belgisch politicus en Waals militant. 

## Levensloop
Hij is een zoon van eerste minister Jean Duvieusart en studeerde rechten in Namen en economie aan de Université catholique de Louvain en in Bonn. Hij werd daarop in 1960 advocaat in Charleroi. Hij trouwde in 1962 met Alix van der Meerschen.
Duvieusart betreurde de algemene staking van 1960-1961 tegen de Eenheidswet, die volgens hem het imago van Wallonië had geschaad en de Waalse economie bedreigde. Hij werd geen lid van het Mouvement populaire wallon. Eerst werd hij van 1962 tot 1964 lid van de PSC, maar koos in 1965 voor de Waalse lijst van Robert Moreau. Duvieusart stond op de laatste plaats van het Rassemblement Wallon (RW) voor de Kamer, maar werd niet verkozen. Op het congres van het RW in maart 1969 verklaarde hij dat de "de arbeider uit Charleroi een zware vordering heeft op de Belgische welvaart, waarvoor hij zo hard gewerkt heeft en zo weinig teruggekregen". In maart 1974 werd hij verkozen tot lid van de Kamer van volksvertegenwoordigers voor het arrondissement Charleroi, wat hij bleef tot in 1977. Hij betwistte de parallelle kredieten die aan Wallonië werden toegekend ter compensatie van de uitgaven voor Zeebrugge en meende dat deze politiek ten nadele van Wallonië kwam. 
Vervolgens was Duvieusart 1977 tot 1979 lid van de Senaat als rechtstreeks gekozen senator voor het arrondissement Charleroi-Thuin. Hij was er lid van de commissie buitenlandse handel. Alhoewel hij de ruk naar links van Paul-Henry Gendebien bij het Rassemblement Wallon in 1976 niet steunde, bleef hij in tegenstelling tot zijn stadsgenoot Étienne Knoops wel lid van de partij. In 1978 sprak hij zich uit voor de onafhankelijkheid van Wallonië, nadat het Egmontpact in 1977 begraven werd door eerste minister Leo Tindemans en een deel van diens partij. Hij richtte daarop het Front voor de onafhankelijkheid van Wallonië op.
Hij nam deel aan een aantal pogingen om de dissidenties in het Rassemblement Wallon opnieuw samen te brengen en was bij de Europese verkiezingen van 1994 kandidaat, samen met Paul-Henry Gendebien, maar dat werd een mislukking: José Happart, die opkwam op de PS-lijst, trok de meeste Waalse stemmen aan. Duvieusart volgde José Happart niet wanneer die ten slotte in 1984 lid werd van de PS.
Hij stichtte Indépendance Wallonie en was medestichter van de Front démocratique Wallon, een partij die opkomt voor Waalse onafhankelijkheid. 
Hij was medeoprichter in 2005 van de stichting Charleroi Positive.
Het archief van Etienne Duvieusart berust bij het CegeSoma.

## Publicaties
- Pour l'independance de la Wallonie, Charleroi, 1980.